# Ray Pololo
Manuel Santamaría (Miranda de Ebro, 1 de octubre de 1933 - Madrid, 29 de septiembre de 2004), más conocido como Ray Pololo, fue un actor y especialista de cine.

## Biografía
Es especialmente conocido como doble de escenas de riesgo. Compartió escenas con actores de la talla de Kirk Douglas, Lawrence Olivier, Charlton Heston, Sofía Loren, Paco Rabal, Silvia Solar, Fernando Rey o Samuel Bronston. Una de sus actuaciones más destacadas fue un salto de unos 40 metros realizado desde un helicóptero en la película Fuga suicida. Sus últimas apariciones en el cine, ya no como doble anónimo de escenas de riesgo sino como actor, fueron en dos importantes películas del director bilbaíno Álex de la Iglesia (Acción mutante y El día de la bestia).
En el año 2002, Raquel Sáenz de Buruaga dirigió un documental titulado Salta, Pololo sobre la figura del actor. En él se repasan sus inicios como boxeador y torero y su trabajo con las figuras más importantes del cine norteamericano en aquellos momentos. Su vida se perfila con los testimonios del propio Pololo unos años antes de su muerte, de sus amigos del barrio en su Miranda natal, y del director Álex de la Iglesia.
Ray Pololo falleció el 29 de septiembre de 2004 en Madrid, a los 70 años, a causa de un cáncer de laringe. Tras su muerte y posterior incineración, sus cenizas fueron lanzadas al Río Ebro a su paso por Miranda, su ciudad natal, cumpliendo su última voluntad.

## Filmografía
Pololo actuó en unas 100 películas, la mayoría de ellas westerns.
Destacan:
- Los clarines del miedo (1958), su primera película, en la que dobló a Paco Rabal
- Soledad, en la que dobló a Fernando Fernán Gómez
- La caída del Imperio romano, (1964), una de las múltiples producciones de Samuel Bronston en las que participó
- Fuga suicida
- Quo Vadis
- Espartaco
- Rey de Reyes
- 55 días en Pekín
- Ursus, doblando a Ed Fury
- El día de la bestia, de Álex de la Iglesia, como actor
- Acción mutante, de Álex de la Iglesia, como actor